# Веннер, Ян
Ян Са́ймон Ве́ннер (англ. Jann Simon Wenner, род. 7 января 1946, Нью-Йорк, США) — соучредитель и издатель журнала Rolling Stone, бывший владелец Men's Journal, а также сооснователь ряда других популярных печатных изданий. Помимо этого является одним из создателей Зала славы рок-н-ролла, который впоследствии обвиняли в фаворитизме. Также получила широкий общественный резонанс его ссора и последующий разрывом отношений с гонзо-журналистом Хантером С. Томпсоном, который обвинял Rolling Stone в предвзятости.

## Биография
Ян Веннер родился 7 января 1946 года в Нью-Йорке в светской еврейской семье Сим и Эдварда Веннеров.
Его родители развелись в 1958 году, после чего Ян и его сестры, Кейт и Мерлин, были отправлены в школы-интернаты. В 1963 году он окончил среднюю школу в Чедвике и поступил в Калифорнийский университет в Беркли. Перед тем как покинуть Беркли в 1966 году, Веннер активно участвовал в Движении за свободу слова и был автором колонки «Что-то происходит» в студенческой газете The Daily Californian.
С помощью своего наставника, джазового критика из San Francisco Chronicle Ральфа Дж. Глисона, Веннер устроился на работу в журнал Ramparts, влиятельное разоблачительное издание, где Глисон занимал пост редактора, а Веннер выступал в качестве журналиста специальных выпусков.

### Карьера
В 1967 году Веннер и Глисон основали журнал Rolling Stone в Сан-Франциско. Чтобы начать выпуск журнала, Веннер занял 7500 долларов у членов семьи и родственников своей будущей жены Джейн Шиндельхайм.
На протяжении 1970-х и 1980-х годов Веннер играл важную роль в популяризации таких писателей, как Хантер С. Томпсон, Бен Фонг-Торрес, Пол Нельсон, Грейл Маркус, Дейв Марш, Гровер Льюис, Тимоти Краус, Тимоти Феррис, Джо Клейн, Кэмерон Кроу, Джо Эстерхаз и Пи Джей О'Рурк. Именно он первым познакомился с фотографом Энни Лейбовиц, когда она была 21-летней студенткой Института искусств Сан-Франциско (впоследствии работала в его журнале). Многие из протеже Веннера, такие как Кроу, считали, что обязаны ему началом своей карьеры. Том Вулф признал влияние Веннера на итоговый вид его первого романа «Костёр тщеславия», заявив: «Я совершенно оцепенел от страха перед тем, как закончить роман, и решил его сериализовать, единственным редактором, достаточно сумасшедшим, чтобы воплотить это в жизнь, был Ян».
В 1977 году штаб-квартира Rolling Stone была перенесена из Сан-Франциско в Нью-Йорк.
За время своего существования тираж журнала несколько раз заметно проседал: впервые в 1970-х — начале 1980-х годов, из-за того что издание недостаточно быстро отреагировало на появление панк-рока, и в 1990-х годах, когда журнал уступил инициативу в освещении стремительно набирающего популярность хип-хопа своим конкурентам — журналам Spin и Blender. После этого Веннер принял решение нанять бывшего редактора FHM Эда Нидхэма, которого затем заменил Уилл Дана, чтобы занять ведущую позицию на медийном рынке, и к 2006 году тираж Rolling Stone достиг рекордного уровня в 1,5 миллиона экземпляров с двумя номерами в месяц. В мае 2006 года Rolling Stone опубликовал свой юбилейный 1000-й выпуск с голографической 3D-обложкой в стиле знаменитого изображения с альбома Sgt. Pepper's Lonely Hearts Club Band группы The Beatles.
Веннер участвовал в создании и написании многих известных интервью журнала Rolling Stone. Некоторые из его последних интервью включали политиков: Билла Клинтона, Эла Гора, Джона Керри и Барака Обаму во время их предвыборных кампаний. В ноябре 2005 года Веннер взял большое интервью у вокалиста группы U2 Боно, которое было сосредоточено на музыке и политике. Интервью Веннера с Боно получило номинацию на Премию «Элли», вручаемую среди лучших американских журналов.
Журналу Rolling Stone и Яну Веннеру посвящён ряд книг: «Gone Crazy» и «Back Again» Роберта Сэма Энсона, а также «Rolling Stone: The Uncensored History» Роберта Дрэйпера и «Sticky Fingers: The Life and Times of Jann Wenner and Rolling Stone Magazine» Джо Хейгена. Над биографиями Веннера работали бывший журналист Rolling Stone Дэвид Уир, а также поэт и историк Льюис Макадамс.
В 1977 году Веннер основал журнал Outside; в журнале успели поработать Уильям Рэндольф Херст III и Джек Форд, прежде чем Веннер продал его через год. Также он недолгое время руководил журналом Look и в 1993 году начал издавать журнал Family Life. В 1985 году он купил долю в Us Weekly, а в следующем году приобрел журнал совместно с холдингом The Walt Disney Company. В 2000 году журнал стал издаваться на еженедельной основе; его тираж достиг более 11 миллионов экземпляров в неделю. В августе 2006 года Веннер выкупил долю Disney и стал владельцем 100 % журнала.
В 1985 году он спродюсировал и снялся в фильме «Идеально», сюжет которого основан на серии статей, опубликованных в конце 1970-х годов журналом Rolling Stone. У него также были эпизодические роли в фильмах Кэмерона Кроу «Джерри Магуайер» и «Почти знаменит».
В период с 2004 по 2006 год Веннер пожертвовал около 63 тысяч долларов демократическим кандидатам и либеральным организациям.
В сентябре 2016 года журнал Advertising Age сообщил, что Веннер планирует продать 49 % акций Rolling Stone компании из Сингапура под названием BandLab Technologies. Новый инвестор не будет иметь прямого участия в редакционном содержании журнала. В октябре того же года Веннер запустил веб-сайт Glixel, посвящённый видеоиграм.
В сентябре 2017 года холдинг Wenner Media объявил, что оставшиеся 51 % Rolling Stone выставлены на продажу. Акции были выкуплены медиа-корпорацией Penske Media Corporation, позже выкупившей оставшуюся долю у BandLab.

### Личная жизнь
Летом 1967 года, вскоре после создания Rolling Stone, Веннер женился на Джейн Шиндельхайм — свадьба представляла собой небольшую еврейскую церемонию. В 1995 году Веннер и его жена развелись, хотя Джейн Веннер осталась вице-президентом Wenner Media. Веннер имеет троих сыновей от этого брака: Александра Джона, Теодор «Тео» Саймона и Эдвард Август, известного как «Гас», являющегося главой отдела цифровых операций Wenner Media.
С 1995 года Веннер живёт со своим партнёром — модельером Мэттом Найем. Вместе они воспитывают троих приемных детей: Ноя и близнецов Джуда и Индию Роуз.

## Мировоззрение
В связи с тем что Веннер ярый противник оружия, в 1985 году обложка журнала Rolling Stone с Доном Джонсоном была отредактирована с помощью компьютера — с неё убрали пистолет и кобуру актёра.

## Награды
- В 1997 году был введён в Зал славы Американского сообщества редакторов журналов, став самым молодым редактором удостоенным подобной чести[24].
- В 2004 году был введён d Зала славы рок-н-ролла за пожизненные достижения[24].
- В 2010 году стал лауреатом литературной награды Norman Mailer Prize[англ.] за пожизненные достижения в издании журнала.

## Критика

### Зал славы рок-н-ролла
Веннер, который стал членом Зала славы рок-н-ролла в 1983 году и был соучредителем этой организации, во время своей карьеры не раз подвергался нападкам со стороны музыкантов и их поклонников за то, что он препятствовал их введению в данную структуру. По утверждению ряда исполнителей Веннер предпринимал действия и лоббировал идеи, чтобы застопорить их выдвижение в Зал славы рок-н-ролла на основе личных предубеждений и неприязни к их музыке.
Так, в июне 2007 года бас-гитарист группы The Monkees Питер Торк заявил газете The New York Post, что Веннер умышленно стопорил его группу в процессе выдвижения: «[Веннер] не придерживается правил и просто действует так, как он считает нужным. Это злоупотребление властью. Я не знаю, достойны ли The Monkees Зала Славы, но совершенно ясно, что нас там нет из-за его личной прихоти». Торк считает, что Веннеру не нравится тот факт, что The Monkees, которые изначально были актёрами из телевизионного ситкома и не играли на своих музыкальных инструментах [самостоятельно] на двух первых альбомах. «Ян, похоже, воспринял это тяжелее, чем все остальные, и теперь, 40 лет спустя, все говорят: „Что в этом такого? Все так делают!“ — Теперь это никого не волнует, кроме него. Он чувствует, что его моральное суждение в 1967 и 1968 годах должно быть актуально и в 2007 году».

### Хантер С. Томпсон
Хантер С. Томпсон должен был обеспечить освещение Rolling Stone президентской кампании 1976 года, которая появится в книге, опубликованной журналом. Предположительно, когда Томпсон ждал чека на 75 000 долларов, он узнал, что Веннер отменил денежный перевод, ничего ему не сказав.
Затем Веннер попросил Томпсона отправиться во Вьетнам и освятить события предшествующие окончанию Вьетнамской войны. Томпсон согласился и прибыл в страну пребывающую в состоянии хаоса, на фоне эвакуации вооружённых сил Соединенных Штатов и попыток других журналистов покинуть её территорию. Находясь там, Томпсон узнал, что Веннер отменил финансирование этой поездки, и журналист оказался во Вьетнаме без медицинской страховки или дополнительной финансовой поддержки. Рассказ Томпсона о падении Сайгона будет опубликован в Rolling Stone только через десять лет.
Эти два инцидента серьезно обострили отношения между журналистом и руководством Rolling Stone, в последующие годы он гораздо реже участвовал в создание нового материала для этого издания.
В 2007 году Веннер опубликовал биографию Хантера С. Томпсона под названием «Gonzo: The Life of Hunter S. Thompson». Написанная вместе с Кори Сеймуром, книга прослеживает жизнь Томпсона, рассказанную через истории его близких.

### Рецензия на Hootie and the Blowfish
В 1996 году Веннер уволил рок-критика Джима Дерогатиса после того, как тот опубликовал негативный отзыв на альбом популярной группы Hootie and the Blowfish. Веннер не пустил материал в печать. На вопрос The New York Observer, был ли Веннер поклонником Hootie и Blowfish, Дерегатис ответил, что Ян «Является поклонником любой группы, которая продаёт восемь миллионов записей». Веннер выставил журналиста на следующий же день после этого интервью.

### Sticky Fingers
В марте 2014 года представитель издательства Knopf объявил, что компания выплатила журналисту и редактору журнала New York Джо Хэйгану семизначную сумму за написание биографии Веннера, которую предполагалось выпустить в 2017 году к 50-летию журнала Rolling Stone. Для этой цели журналисту был предоставлен доступ к архивам Яна Веннера.
В июне 2017 года Веннер разорвал связи с автором биографии, назвав его книгу «крайне смутной, безвкусной и беcсодержательной».
Во время создания биографии Хэйган тесно сотрудничал с Веннером с 2013 года, в октябре 2017 года она всё же увидела свет под названием «Sticky Fingers: The Life and Times of Jann Wenner and Rolling Stone Magazine».